# Tenuipalpus keiensis
Tenuipalpus keiensis är en spindeldjursart som beskrevs av Meyer 1979. Tenuipalpus keiensis ingår i släktet Tenuipalpus och familjen Tenuipalpidae. Inga underarter finns listade i Catalogue of Life.